# Habrocestum hongkongiensis
Habrocestum hongkongiensis är en spindelart som beskrevs av Prószynski 1992. Habrocestum hongkongiensis ingår i släktet Habrocestum och familjen hoppspindlar. Inga underarter finns listade i Catalogue of Life.